# Glória de Dourados
Glória de Dourados – miasto i gmina w Brazylii, w stanie Mato Grosso do Sul.